# Illuminato da Rieti
Illuminato da Rieti, al secolo Accarino di Rocca (... – dopo il 1280), del XIII secolo, che la Chiesa cattolica venera come santo.
Di nobile famiglia reatina si unì, nel 1210, a Francesco d'Assisi seguendolo nella missione in Oriente. È citato da Dante nella Divina Commedia (Paradiso, canto XII).